# Duchovščinskij rajon
Il Duchovščinskij rajon (in russo Духовщинский район?) è un rajon dell'Oblast' di Smolensk, nella Russia europea; il capoluogo è Duchovščina.
Istituito nel 1929, ricopre una superficie di 2.610 chilometri quadrati e nel 2010 ospitava una popolazione di circa 16.000 abitanti.